# Коломан Новак
Коломан Новак (Добровник, 1933 — Београд, 2. јул 2018) је био словеначки вајар.

## Биографија
Рођен је 1933. године у Добровнику. Дипломирао је вајарство на Факултету ликовних уметности Универзитета уметности у Београду 1959. Током студија је путовао у Грчку, Француску, Италију и Аустрију. Самостално је излагао у Београду 1961, 1962. и 1965, Панчеву 1961, Загребу 1969. и Бечу 1969. и 1971. године. Излагао је на групној изложби у Словењ Градецу 1962, изложбама „Распони” 1962. и „Нове тенденције” 1965. у Загребу, Тријеналу ликовних уметности у Београду 1967. и 1970, изложбама „Кинетика” 1967. и „Десет година галерије Грихенбејзл” 1970. у Бечу, изложби „Југословенски конструктивисти” у Копенхагену 1972, „Панониа” у Ајзенштату 1973, Бијеналу мале пластике и Мајском салону у Београду 1973. године. Добитник је откупне награде на Тријеналу ликовних уметности у Београду 1967. Његови радови се налазе у Бечу, Грацу и Призрену. Дела су му изложена у музеју у Бечу, градском музеју у Линцу, галерији савремене уметности у Загребу и приватним збиркама у Канади, Швајцарској, Аустрији и Холандији. Преминуо је 2. јула 2018. у Београду.